# Spelaeoecia
Spelaeoecia é um género de crustáceo da família Halocyprididae.
Este género contém as seguintes espécies:
- Spelaeoecia bermudensis